# オマルハン・オクシクバエフ
オマルハン・オクシクバエフ（カザフ語: Омархан Нұртайұлы Өксікбаев、1954年12月22日 - ）は、カザフスタンの官僚。会計委員会議長。過去、安全保障会議書記等を務めた。

## 経歴
アルマ・アタ州バルハシスキー地区コクタル村出身。1975年、アルマ・アタ人民経済大学を卒業。
大学卒業後から1979年まで、アルマ・アタ州財務局の先任経済官として働いた。1979年4月～1984年7月、バルハシスキー地区のツェリーナ25周年ソフホーズの主任経済官、アルマ・アタ灌漑地開拓局計画・経済課長。
1984年8月～1992年10月、カザフスタン財務省監督・監査総局の監督・監査官、主任監督・監査官、組織監察課長、副総局長。1991年、市場経済における検査を学ぶため、フランスに留学。
財務省監督・監査総局に基づく国家会計監督委員会の創設と関連して、1992年10月～1993年2月、同委員会の組織・方法論業務局長。1993年2月～1996年2月、国家会計監督委員会企業・農業組織監査局長。
1996年2月～4月、財務省国家間関係局長。1996年～1998年、会計委員会共和国予算執行監督担当委員。1998年～2000年、国家汚職対策委員会委員。2000年～2002年、カザフスタン共和国安全保障会議副書記。
2002年2月、大統領府監督監察局長。2002年7月～2003年6月、安全保障会議書記。
2003年6月14日、会計委員会議長。

## 人物
妻帯、2児を有する。
「クルメト」勲章を受章。